# Иван Васильевич Ляцкий
Иван Васильевич Ляцкий (Лятской, Захарынич-Ляцкий, Ляцкий-Захарьин) (? — умер после 9 января 1552 года) — видный русский военачальник, воевода и окольничий, единственный сын Василия Захарьевича Ляцкого Захарьина (ум. 1478) и Ирины, дочери новгородского Василия Захарьевича Никифорова.
Государственный и военный деятель Русского государства. Был близким родственником Романа Захарьина-Кошкина, от которого пошла династия русских царей, потом императоров Романовых.

## Биография
Иван Ляцкий происходил из древнего московского боярского рода Кошкиных-Захарьиных. Его отец Василий Захарьевич Ляцкий Захарьин, брат крупных воевод Якова и Юрия Захарьиных, получил своё прозвище от Ляцкого погоста Шелонской пятины, где он получил обширные земельные владения в 1478 году.
В 1510/1511 годах Иван Ляцкий служил вторым воеводой большого полка в Туле. Весной 1514 года Иван Васильевич Ляцкий, пожалованный в сан окольничего, участвовал в приёме турецкого посла Камала.
В 1515 году находился в войске князя Б. И. Горбатого-Шуйского (вторым воеводой передового полка при князе С. Ф. Курбском), а в рати князя Д. В. Щени-Патрикеева — четвёртым воеводой в передовом полку.
В 1516 году во время похода московской рати под командованием князя Бориса Горбатого-Шуйского на Белый и Витебск окольничий Иван Васильевич Ляцкий был вторым воеводой передового полка (при князе И. Ф. Ушатом).
В 1517 году Иван Ляцкий был назначен первым воеводой полка левой руки в рати князя В. С. Одоевского на Вошане, откуда был отправлен в Вязьму (в той же должности, но в войске князя В. В. Немого Шуйского).
Под Опочкой на Псковщине воеводы Ф. В. Лопата-Телепнев-Оболенский и Иван Васильевич Ляцкий одержали большую победу над осаждавшими Опочку войсками Речи Посполитой под предводительством великого гетмана литовского, князя К. И. Острожского. В связи с ней «бысть Ляцкому от великого князя честь велика».
В 1519 году Иван Васильевич Ляцкий был вторым воеводой передового полка в походе московской рати под предводительством князя В. В. Немого Шуйского из Дорогобужа на владения.
В 1522 году участвовал в коломенском походе великого князя московского Василия III Ивановича «по крымским вестям».
В 1523 году Иван Васильевич Ляцкий, назначенный вторым воеводой передового полка в конной рати, участвовал в походе Русского войска под командованием князей Василия Васильевича Немого Шуйского и Бориса Ивановича Горбатого-Шуйского на Казанское ханство. В следующем 1524 году был вторым воеводой передового полка (при князе Семёне Фёдоровиче Курбском) в судовой рати под командованием князя Ивана Фёдоровича Бельского в новом походе на Казань.
Сигизмунд Герберштейн во время одного из своих посольств в Россию (1517 или 1526 годов) просил окольничего Ивана Васильевича Ляцкого составить описание Московии.
В 1526 году окольничий Иван Васильевич Ляцкий во главе московского посольства был отправлен к королю польскому и великому князю литовскому Сигизмунду Казимировичу для подтверждения перемирия с Великим княжеством Литовским, а возвращается на родину в апреле 1527 года.
В январе 1528 года Иван Ляцкий был вторым псковским наместником при князе Василии Андреевиче Микулинском. Летом того же года стоит в Вязьме при Иване Васильевиче Хабаре Симском, ожидая возможной войны с Литвой. В марте 1529 года Иван Ляцкий был отправлен в Коломну, а летом того же года находился уже «против Ростиславля» при князе Михаиле Ивановиче Кубенском и князе Иване Фёдоровиче Телепневе-Оболенском. Затем Иван Васильевич Ляцкий попал в опалу и был заключён в темницу, откуда был освобождён в августе 1530 года в связи с рождением наследника престола.
В январе 1531 года Иван Ляцкий был четвёртым среди воевод, находившихся на Кашире (после князя Василия Васильевича Немого Шуйского, Ивана Васильевича Хабара Симского и князя Михаила Ивановича Кубенского). Во время набега крымских татар на тульские украины Иван Ляцкий был назначен вторым воеводой большого полка (при князе Иване Михайловиче Воротынском). Однако воеводы попали в опалу, так как они не смогли помешать вторжению крымских войск и были отозваны в Москву. В мае 1533 года И. В. Ляцкий вновь на ратном поприще, вместе с князем Семёном Васильевичем Одоевским командовал большим полком. В августе 1533 года он находился среди воевод на Коломне.
В декабре 1533 года скончался великий князь московский Василий III Иванович (1505—1533), назначив своим преемником старшего трёхлетнего сына Ивана Васильевича. Регентшей в государстве при малолетнем великом князем московском стала его мать Елена Васильевна Глинская (1533—1538). Иван Васильевич Ляцкий был недоволен политикой, проводимой новыми властями. Летом 1534 года Иван Ляцкий был назначен вторым воеводой сторожевого полка в Коломне (при князе Романе Ивановиче Одоевском), а вскоре бежал из Серпухова в Западную Русь вместе с боярином князем Семёном Фёдоровичем Бельским. Польский король и великий князь литовский Сигизмунд Казимирович Ягеллон-Старый (1506—1548) принял московских перебежчиков с большими почестями. Иван Ляцкий, бежавший вместе со своим сыном Иваном, в 1535 году получил во владение от Сигизмунда богатые поместья Высокий Двор и Жолудек в Трокском воеводстве.
Летом 1534 года великий князь литовский Сигизмунд Казимирович Старый, поверив рассказам князя Семёна Бельского и окольничего Ивана Ляцкого о плохом положении в Московском государстве, начал против него новую войну. Во время военных действий литовцы не смогли добиться серьёзный успехов и вынуждены были заключить перемирие (1537 год). После неудач своих войск Сигизмунд Старый изменил своё отношение к знатным московским перебежчикам и даже одно время держал Ивана Ляцкого под стражей.
В 1545 году Иван Ляцкий получил во владение имения Носова (Мельницкий повет) и Чемеры (Каменецкий повет). 25 декабря 1541 года разменял своё имение Жолудек на имение Николая Нарбута, что было подтверждено великим князем 19 мая 1542 года.
В Великом княжестве Литовском Иван Васильевич Ляцкий носил должности наместника медницкого (1546) и державца медницкого (1551).
Известен как картограф, на основании его сведений Антон Вид составил карты русских земель.
Карамзин, "История государства Российского"::

Ляцкий, Иван Васильевич (Лятской) — окольничий; происходил из рода Андрея Кобылы в пятом колене. Его отец, Василий Захарьевич, был братом боярина Юрия Захарьевича — родоначальника царствующего дома Романовых. Возведенный в сан окольничего в 1514 г., Ляцкий был известен как опытный «в делах воинских». В 1517 г., предводительствуя боярскими детьми, он принимал очень деятельное участие в разбитии Литовцев близ Опочки, а в 1522 г. был отправлен в Коломну для отражения набега крымских татар и, наконец, во время похода против Казани Ляцкий был в числе главных начальников «судовой рати». Привлекался Ляцкий и для дипломатических переговоров. Так, в 1526 г. он ездил, в качестве посла, к Литовскому королю Сигизмунду. Однако вскоре заподозренный в недоброжелательстве к супруге великого князя Елене, подпал под опалу, от которой был освобожден только по случаю рождения у великого князя сына Иоанна. Тем не менее недовольство против великого князя у Ляцкого не улеглось. По-видимому, он имел основание предполагать, что и великая княгиня особого расположения к нему не чувствует. После смерти Василия III в 1534 г. он вместе с кн. Симеоном Бельским, снесясь предварительно с королем Сигизмундом, бежал в Литву. Король, получив сведения, что ласковый прием беглецов может повлечь за собой переход в Литву и других важных бояр, с особой милостью принял Ляцкого с сыном и Бельского, дав Ляцкому богатое поместье «Высокий Двор» и Жолудек в Троцком воеводстве. Возможно, что рассказы беглецов и послужили новым толчком для начала военных действий Польши против России. Однако, потерпев неудачу, Сигизмунд отрицательно стал относиться к Ляцкому и даже одно время держал его под стражей. В конце XVII века значение Ляцких в Литве окончательно пало, и они занимали лишь второстепенные места. Между прочим, Ляцкий сообщил о России много данных, на основании которых Антон Вид составил первую по времени карту России.— источник на викитеке